# 143-я стрелковая дивизия
143-я стрелковая Конотопско-Коростенская Краснознамённая ордена Суворова дивизия — воинское соединение Вооружённых Сил СССР в Великой Отечественной войне.

## История
Дивизия сформирована с 6 по 11 сентября 1939 года на базе 98-го Самарского стрелкового полка 33-й стрелковой дивизии в городе Новозыбкове.
В сентябре 1939 года принимала участие в присоединении Западной Белоруссии, была одним из немногих советских соединений, вступивших в бои с польскими частями.
В июне 1940 года участвовала в походе в Литву.
В июне 1941 года дислоцировалась в Гомеле, Ново — Белице и Речице. С 11 июня 1941 года начала переброску железнодорожным транспортом в район Барановичей.
В составе действующей армии с 22 июня 1941 по 31 июля 1943 и с 24 августа 1943 по 9 мая 1945 года.
К концу дня 22 июня 1941 года и 23 июня 1941 года продолжала сосредоточение в районе Обуз-Лесной (под Барановичами). Полностью сосредоточиться в указанном районе дивизия не успела: 487-й стрелковый полк не прибыл и действовал отдельно от дивизии: 26-27 июня 1941 года находился близ города Лунинец, где 28 июня 1941 года погрузился в эшелоны и убыл в направлении Житковичей. В июле 1941 года полк стоял на обороне переправ через Березина в Паричах. Прибывшая же в районе Барановичей дивизия 27 июня 1941 года попала под массированный удар войск противника и начала отход на восток (частью подразделения дивизии, выдвинувшиеся к Щаре в район Слонима, попали под удар раньше). 28 июня 1941 года дивизия заняла оборону по восточному берегу Березины в районе Любыничи — Доманово. К тому времени дивизия была дезорганизована и небоеспособна. К 30 июня 1941 года была в окружении и действовала в лесах и 2-3 июля 1941 года в составе двух стрелковых и артиллерийского полка начала выход на Березину и к 5 июля 1941 года остатки дивизии сосредоточились в районе Добруша, фактически не имея вооружения.
К 11 июля 1941 года дивизия без 487-го стрелкового полка, который так и не был к тому времени командованием дивизии обнаружен, оборудовала полосу обороны по рекам Бася и Проня в Чаусах и близ города. 15 июля 1941 года попала под удар противника, оставила Чаусы, но продолжала удерживать рубеж по Проне. На следующий день отошла и с него, но к тому времени она уже была в окружении. Прорываясь из окружения за реку Сож, дивизия потеряла две трети остававшегося личного состава. Вышедшие остатки рядового и младшего начальствующего состава 24 июля 1941 года были переданы в 137-ю стрелковую дивизию, а штаб дивизии отправился в тыл, формировать по существу новую 143-ю стрелковую дивизию. После формирования дивизия вошла в состав также вновь сформированного Брянского фронта и с 23 августа 1941 года заняла оборону.
На 26 августа 1941 года вместе с 699-м артполком ПТО обороняла Новгород-Северский и в этот день попала под удар 3-й танковой дивизии, была выбита из города за Десну и позволила противнику занять плацдармы. Заняла оборону на рубеже Шатрище. 12 сентября 1941 года противник вновь перешёл в наступление на участке дивизии, прорвал оборону, вышел в тыл соседней 132-й стрелковой дивизии. В течение сентября 1941 года ведёт тяжёлые встречные бои в том же районе, в ходе частного наступления при поддержке 141-й танковой бригады заняла два населённых пункта. 30 сентября 1941 года войска противника перешли в наступление в ходе операции «Тайфун» и дивизия попала в Середино-Будском районе в окружение, как и все войска армии. В ночь на 9 октября 1941 года дивизия, составляя ударную группу армии, пошла на прорыв, атаковав Негино и к вечеру того же дня вышла в лес северо-западнее Севска. В дальнейшем дивизия двигалась на юго-восток, вновь попав в окружение близ дороги Рыльск — Дмитриев и вновь прорвав окружение. По выходе была отведена в район Ливны
28 ноября 1941 года дивизия после упорных боёв оставила село Преображенье (юго-западнее Измалково на реке Большая Чернава) и отошла южнее Измалково, где попыталась организовать оборону на реках Ясенок и Чернок у деревни Кошкино и села Чернок. 29 ноября 1941 года дивизия под давлением противника была вынуждена оставить и этот рубеж и заняла оборону вдоль реки Ясенок от железной дороги Елец — Измалково до шоссе Казаки — Чернава. К тому времени в составе дивизии насчитывалось всего 1615 бойцов при нескольких пулемётах. 30 ноября 1941 года противник атаковал открытый левый фланг дивизии и начал охват боевых порядков с юга. Штаб, который находился в деревне Верхне-Короткая потерял связь с подразделениями, и её подразделения разрозненно, в беспорядке стали отходить в сторону Верхне-Короткого и Казаков. Только к вечеру того же дня дивизию удалось привести в относительный порядок на рубеже деревень Матвеевка и Рябинки. Затем дивизия продолжала отступать южнее Ельца. После захвата противником посёлка Лавы, Казинки, Архангельского части дивизии были вынуждены отойти в восточном направлении ещё на 7-10 километров.
В ходе Елецкой наступательной операции, перед дивизией стояла задача прикрывать с фланга действия 148-й стрелковой дивизии и 129-й танковой бригады, наступавших на Елец. 6 декабря 1941 года дивизия с боем овладела селом Екатериновка, 8 декабря 1941 года дивизия с боями вышла на юго-восточную окраину Ельца. После освобождения города дивизия продолжила наступление, и несколько дней ведёт кровопролитные бои в районе Измалково, которое 13 декабря 1941 года было взято. Затем дивизия наступала в направлении города Ливны, куда ворвалась утром 25 декабря 1941 года.
После операции занимала позиции на реке Кшень в районе города Ливны, затем юго-западнее Ливен.
28 июня 1942 года немецкие войска перешли в наступление в ходе операции «Блау». 29 июня 1942 года после ожесточённого боя дивизия была вынуждена отойти на рубеж Лозового, Евланова, Красного в 28 километрах юго-западнее Ливен, где закрепилась и препятствовала распространению наступления на восток и северо-восток. К 30 июня 1942 года вынуждена была ещё отойти и вела бои на рубеже Шебаново, Вахново, Бараново в 22 километрах юго-западнее Ливен. На 1 июля 1942 года продолжала удерживать позиции, и в контратаках, совместно с 1-й мотострелковой бригадой 1-го танкового корпуса, отбила у противника населённые пункты Редькино и Вахново. На 2 июля 1942 года продолжала удерживать Редькино, но под давлением противника левым флангом отошла за реку Мокричек. На 4 июля 1942 года дивизия была вынуждена оставить Редькино и пытался развить наступление из района Вахново вдоль дороги на Ливны. Дивизия сумела отбросить вклинившегося противника за Мокричек и оставалась под Ливнами до конца 1942 года. В 1943 году дивизия была передислоцирована севернее Ливен и весной 1943 года участвовала в боях под Малоархангельском.
На май 1943 года дивизия дислоцировалась в районе сёл Столбецкое, Емельяновка, Хорошевское Покровского района Орловской области на подступах к Малоархангельску. С июля 1943 года дивизия принимает участие в Орловской наступательной операции, в наступлении несёт большие потери и 31 июля 1943 года выведена на восстановление. Вновь отправлена на фронт в конце августа 1943 года, будучи переданной в 60-ю армию.
Дивизия развернулась на рубеже реки Сейм напротив населённого пункта Хижки и перешла в наступление, форсировав реку.
В первых числах сентября 1943 года наступает в направлении на Конотоп по Сумской области, 6 сентября 1943 года заняла позиции в селе Вязовое. При поддержке орудий 3-й гвардейской лёгкой артиллерийской бригады части дивизии в этот же день в тяжёлом бою освободили Конотоп. В дальнейшем дивизия развивала наступление в направлении Киева, преследуя противника.
В двадцатых числах сентября 1943 года дивизия подошла к Десне, вела бои за сёла Булахов и Бобруйки. 24 сентября 1943 года дивизия форсировала Десну, а 26-27 сентября 1943 года форсировала Днепр севернее Киева и вступила в бои в районе Страхолесье Чернобыльского района Киевской области. Затем с плацдарма была снята, переправилась через Днепр ещё севернее, форсировала Припять и начала наступать на Коростень, где в октябре, ноябре и декабре 1943 года дивизия вела тяжёлые бои. К исходу 17 ноября 1943 года Коростень, при участии подразделений дивизии, был взят. После взятия города дивизия закрепилась на 16-километровом участке Васьковичи — Бехи севернее Коростеня. Под контрударами войск противника была несколько отброшена, но вскоре восстановила положение и на 15 декабря 1943 года ведёт бои у деревни Плещеевка. С 24 декабря 1944 года переходит в наступление.
В первых числах января 1944 года дивизия вступила на территорию Ровенской области и 6 января 1944 года освободила её первый районный центр Рокитное. Преследуя отходящего противника, дивизия вышла к реке Случь. На западном берегу реки была организована мощная оборона: несколько линий траншей с минными полями и колючей проволокой. В северной и восточной части города Сарны был создан трёхкилометровый оборонительный рубеж; также мощной была оборона в самом городе, состоящая из отдельных узлов сопротивления. В её системе были и два бронепоезда, курсировавших по железнодорожным путям так называемого «сарненского креста». В наличии были три системы узлов обороны в населённых пунктах Карпиловка, Люхча и на станции Страшево. Командованием дивизии было принято решение не штурмовать город в лоб, а окружить его. Дивизия перешла в наступление 8 января 1944 года, окружение состоялось 10 января 1944 года, и 11 января 1944 года после уличных боёв дивизия взяла Сарны. Дальнейшее продвижение дивизии натолкнулось на сопротивление и дивизия перешла к обороне. С 27 января 1944 года дивизия возобновила наступление в ходе Ровно-Луцкой операции, наступает вдоль железной дороги Сарны — Ковель и в дальнейшем на запад, на 27 февраля 1944 года действует в районе села Смоляры (ныне Старовыжевский район Волынской области) севернее Ковеля, но была отброшена обратно, и заняла оборону в районе Боровно.
В марте 1944 года передана в состав 2-го Белорусского фронта. 14 марта 1944 года в ходе Полесской операции перешла в наступление, за два дня продвинулась в обход Ковеля с севера на 30 километров, отрезав пути отхода из города и заняла позиции на внешнем кольце окружения в 10-12 километрах западнее Ковеля. 4 апреля 1944 года противник нанёс деблокирующий удар и прорвал кольцо окружения в полосе действия дивизии. На 18 апреля 1944 года действует несколько северо-западнее Ковеля.
К началу Люблин-Брестской операции 11 июля 1944 года ведёт бои за Смидынь (Старовыжевский район Волынской области). С 18 июля по 2 августа 1944 года дивизия участвовала в Люблин-Брестской операции. В этот день переправилась через реку Выжевка в районе села Черноплесы (Любомльский район Волынской области). Затем в ходе операции дивизия форсировала Западный Буг, 22 июля 1944 года освободила город Влодава, 26 июля 1944 года — город Бяла-Подляска, 1 августа 1944 года — города Седльце и Воломин и вышла к Варшаве. С этого времени и вплоть до 10 октября 1944 года ведёт бои в районе города Воломин.
С 12 января 1945 года дивизия наступает в ходе Висло-Одерской операции. По состоянию на 15 января 1945 года прорывает сильно укреплённую оборону противника у населённого пункта Ольшевница и форсирует Вислу в 15 километрах северо-западнее Варшавы. 17 января 1945 года дивизия участвовала в освобождении Варшавы. За 5 дней боёв дивизия отчиталось о крупном уроне противнику в живой силе, занятии 20 населённых пунктов, захвате 70 орудий, 30 миномётов, 120 пулемётов и более 100 автомашин. Продолжив наступление, 19 января 1945 года дивизия форсировала реку Бзура, 23 января 1945 года освободила город Гнезно и затем начала развивать наступление в обход Шнейдемюля с юго-запада. 5 февраля 1945 года вела бой юго-западнее населённого пункта Дойч-Кроне. К 8 февраля 1945 года дивизия вышла к городу Пыжице, где заняла оборону и сдерживала контрудар танковых дивизий вермахта из Восточной Померании, направленный в правый фланг 1-го Белорусского фронта.
В марте 1945 года переброшена в район Цедена. 27 марта 1945 года наступает южнее города Цеден, 28 марта 1945 года форсировала Одер и начала продвижение к Врицену, но была остановлена.
С 16 апреля 1945 года дивизия принимает участие в Берлинской операции. В рамках операции дивизия прорвала оборону противника в районе Врицена и с боями уже 21 апреля 1945 года вышла на северные и северо-восточные окраины Берлина, после чего была развёрнута на запад с целью охвата города с севера. 23 апреля 1945 года дивизия взяла город Тагель, 24 апреля 1945 года дивизия заняла город Кецин и 26 апреля 1945 года западнее Берлина соединилась с войсками 1-го Украинского фронта, завершив окружение Берлина. 27 апреля 1945 года участвовала во взятии Шпандау после чего до 4 мая 1945 года в боях не участвовала. 4 мая 1945 года переброшена к Ратенову, вышла на правый берег Эльбы у канала Шпанхаузен, где встретилась с войсками союзников. 6 мая 1945 года вела последние бои с разрозненными частями противника, пытавшимися уйти на запад.

## Подчинение
| Дата            | Фронт (округ)         | Армия      | Корпус (группа)         | Примечания |
| --------------- | --------------------- | ---------- | ----------------------- | ---------- |
| 22.06.1941 года | Западный фронт        |            | 47-й стрелковый корпус  |            |
| 01.07.1941 года | Западный фронт        | 4-я армия  | 47-й стрелковый корпус  |            |
| 10.07.1941 года | Западный фронт        | 4-я армия  | 47-й стрелковый корпус  |            |
| 01.08.1941 года | Центральный фронт     | -          | -                       | -          |
| 01.09.1941 года | Брянский фронт        | 13-я армия | -                       | -          |
| 01.10.1941 года | Брянский фронт        | 13-я армия | -                       | -          |
| 01.11.1941 года | Брянский фронт        | 13-я армия | -                       | -          |
| 01.12.1941 года | Юго-Западный фронт    | 13-я армия | -                       | -          |
| 01.01.1942 года | Брянский фронт        | 13-я армия | -                       | -          |
| 01.02.1942 года | Брянский фронт        | 13-я армия | -                       | -          |
| 01.03.1942 года | Брянский фронт        | 13-я армия | -                       | -          |
| 01.04.1942 года | Брянский фронт        | 13-я армия | -                       | -          |
| 01.05.1942 года | Брянский фронт        | 13-я армия | -                       | -          |
| 01.06.1942 года | Брянский фронт        | 13-я армия | -                       | -          |
| 01.07.1942 года | Брянский фронт        | 13-я армия | -                       | -          |
| 01.08.1942 года | Брянский фронт        | 13-я армия | -                       | -          |
| 01.09.1942 года | Брянский фронт        | 13-я армия | -                       | -          |
| 01.10.1942 года | Брянский фронт        | 13-я армия | -                       | -          |
| 01.11.1942 года | Брянский фронт        | 13-я армия | -                       | -          |
| 01.12.1942 года | Брянский фронт        | 13-я армия | -                       | -          |
| 01.01.1943 года | Брянский фронт        | 13-я армия | -                       | -          |
| 01.02.1943 года | Брянский фронт        | 48-я армия | -                       | -          |
| 01.03.1943 года | Брянский фронт        | 48-я армия | -                       | -          |
| 01.04.1943 года | Центральный фронт     | 48-я армия | -                       | -          |
| 01.05.1943 года | Центральный фронт     | 48-я армия | -                       | -          |
| 01.06.1943 года | Центральный фронт     | 48-я армия | -                       | -          |
| 01.07.1943 года | Центральный фронт     | 48-я армия | -                       | -          |
| 01.08.1943 года | Резерв Ставки ВГК     | -          | -                       | -          |
| 01.09.1943 года | Центральный фронт     | 60-я армия | 77-й стрелковый корпус  | -          |
| 01.10.1943 года | Центральный фронт     | 60-я армия | 77-й стрелковый корпус  |            |
| 01.11.1943 года | 1-й Украинский фронт  | 60-я армия | 77-й стрелковый корпус  | -          |
| 01.12.1943 года | 1-й Украинский фронт  | 60-я армия | 77-й стрелковый корпус  | -          |
| 01.01.1944 года | 1-й Украинский фронт  | 13-я армия | 77-й стрелковый корпус  | -          |
| 01.02.1944 года | 1-й Украинский фронт  | 13-я армия | 77-й стрелковый корпус  | -          |
| 01.03.1944 года | 1-й Украинский фронт  | 47-я армия | 77-й стрелковый корпус  | -          |
| 01.04.1944 года | 1-й Украинский фронт  | 13-я армия | 77-й стрелковый корпус  | -          |
| 01.05.1944 года | 1-й Белорусский фронт | 47-я армия | 77-й стрелковый корпус  | -          |
| 01.06.1944 года | 1-й Белорусский фронт | 47-я армия | 77-й стрелковый корпус  | -          |
| 01.07.1944 года | 1-й Белорусский фронт | 47-я армия | 77-й стрелковый корпус  | -          |
| 01.08.1944 года | 1-й Белорусский фронт | 47-я армия | 77-й стрелковый корпус  | -          |
| 01.09.1944 года | 2-й Белорусский фронт | 47-я армия | 77-й стрелковый корпус  | -          |
| 01.10.1944 года | 2-й Белорусский фронт | 47-я армия | 77-й стрелковый корпус  | -          |
| 01.11.1944 года | 1-й Белорусский фронт | 47-я армия | 77-й стрелковый корпус  | -          |
| 01.12.1944 года | 1-й Белорусский фронт | 47-я армия | 129-й стрелковый корпус | -          |
| 01.01.1945 года | 1-й Белорусский фронт | 47-я армия | 129-й стрелковый корпус | -          |
| 01.02.1945 года | 1-й Белорусский фронт | 47-я армия | 129-й стрелковый корпус | -          |
| 01.03.1945 года | 1-й Белорусский фронт | 47-я армия | 129-й стрелковый корпус | -          |
| 01.04.1945 года | 1-й Белорусский фронт | 47-я армия | 129-й стрелковый корпус | -          |
| 01.05.1945 года | 1-й Белорусский фронт | 47-я армия | 129-й стрелковый корпус | -          |

## Состав
- 487-й стрелковый полк (капитан, майор В. И. Булгаков)
- 635-й стрелковый Варшавский полк
- 800-й стрелковый Пражский полк
- 287-й артиллерийский Варшавский ордена Кутузова полк (1-го формирования до 10.11.1941, 2-го формирования с 01.03.1942)
- 49-й отдельный самоходно-артиллерийский дивизион (с 20.08.1944)
- 186-й отдельный истребительно-противотанковый дивизион
- 135-я отдельная разведывательная рота
- 209-й отдельный сапёрный батальон
- 165-й отдельный батальон связи (24-я отдельная рота связи)
- 206-й медико-санитарный батальон
- 203-я отдельная рота химический защиты
- 34-я (154)автотранспортная рота
- 340-я полевая хлебопекарня
- 229-й дивизионный ветеринарный лазарет
- 794-я полевая почтовая станция
- 298-я полевая касса Госбанка

## Командование

### Командиры
- Сафонов, Дмитрий Потапович (09.05.1940 — 26.06.1941), комбриг, с 05.06.1940 генерал-майор, погиб;
- Перелехов, Илья Александрович (26.07.1941 — август 1941), полковник, пропал без вести выходя из окружения июль — август ;
- Козырь, Максим Евсеевич (6.08.1941 — 14..09.1941), полковник.
- Курносов, Георгий Алексеевич (14.09.1941 — 10.01.1943), полковник, с 01.10.42 генерал-майор;
- Старцев, Александр Алексеевич (11.01.1943 — 17.06.1943), полковник;
- Лукин, Дмитрий Иванович (18.06.1943 — 22.09.1943), полковник;
- Заикин, Митрофан Моисеевич (23.09.1943 — 09.05.1945), полковник, с 13.09.44 генерал-майор.

### Заместители командира
- Цвинтарный, Яков Герасимович (??.12.1942 — 04.05.1944), подполковник, полковник
- Груздов, Иван Васильевич (05.05.1944 — 14.08.1944), полковник

### Начальники штаба
- Кузнецов, Михаил Дмитриевич (.3.1942 — 19.10.1942), майор
- Цвинтарный, Яков Герасимович (??.10.1942 — ??.12.1942), подполковник

## Награды и наименования
| Награда (наименование)               | Дата                | За что награждена |
| ------------------------------------ | ------------------- | --- |
| Почетное наименование «Конотопская»  | 09.09.1943          | присвоено приказом Верховного Главнокомандующего в ознаменование одержанной победы и за отличие в боях при освобождении Конотопа.                                                                                      |
| Почетное наименование «Коростенская» | 18.11.1943          | присвоено приказом Верховного Главнокомандующего в ознаменование одержанной победы и за отличие в боях при освобождении Коростеня.                                                                                     |
| Орден Красного Знамени               | 17.01.1944          | За образцовое выполнение боевых заданий командования на фронте борьбы с немецкими захватчиками(успешное выполнение боевых задач в ходе Ровно-Луцкой операции?) и проявленные при этом доблесть и мужество.             |
| Орден Суворова II степени            | 9 августа 1944 года | награждена указом Президиума Верховного Совета СССР от 9 августа 1944 года за образцовое выполнение заданий командования в боях при прорыве обороны немцев западнее Ковель и проявленные при этом доблесть и мужество. |

Награды частей дивизии:
- 487-й стрелковый Краснознаменный[12] ордена Суворова[13] полк
- 635-й стрелковый Варшавский Краснознаменный[13] ордена Суворова[12] полк
- 800-й стрелковый Пражский орденов Суворова[14] и Богдана Хмельницкого (II степени)[13] полк
- 287-й артиллерийский Варшавский ордена Кутузова[14] полк
- 209-й отдельный сапёрный ордена Красной Звезды[13] батальон

## Отличившиеся воины дивизии
| Награда | Ф. И. О.                        | Должность                                                            | Звание            | Дата награждения | Примечания                        |
| ------- | ------------------------------- | -------------------------------------------------------------------- | ----------------- | ---------------- | --------------------------------- |
|         | Аболихин, Алексей Тимофеевич    | командир сапёрного взвода 487-го стрелкового полка                   | старший лейтенант | 27.02.1945       | погиб 28.03.1945                  |
|         | Алиев, Мастан Астан оглы        | помощник командира стрелкового взвода 487-го стрелкового полка       | старшина          | 31.05.1945       | погиб 23.04.1945                  |
|         | Ананьев, Мартын Алексеевич      | парторг 4-й стрелковой роты 635-го стрелкового полка                 | старший сержант   | 3.06.1944        |                                   |
|         | Баранов, Иван Егорович          | командир 35-й отдельной разведывательной роты                        | старший лейтенант | 27.02.1945       | умер от ран 21.04.1945            |
|         | Баранов, Иван Михайлович        | командир стрелковой роты 487-го стрелкового полка                    | старший лейтенант | 27.02.1945       |                                   |
|         | Башкиров, Иван Сергеевич        | командир пулемётного расчёта 487-го стрелкового полка                | сержант           | 27.02.1945       | погиб 5.02.1945                   |
|         | Бондаренко, Василий Емельянович | командир стрелковой роты 487-го стрелкового полка                    | старший лейтенант | 27.02.1945       |                                   |
|         | Бурман, Семён Меерович          | командир пулемётного расчёта 487-го стрелкового полка                | сержант           | 31.03.1945       |                                   |
|         | Заварзин, Андрей Никитович      | командир 1-го дивизиона 287-го артиллерийского полка                 | майор             | 31.05.1945       |                                   |
|         | Заикин, Митрофан Моисеевич      | командир дивизии                                                     | генерал-майор     | 06.04.1945       |                                   |
|         | Зеленский, Гавриил Никитович    | командир взвода 135-й отдельной разведывательной роты                | старшина          | 23.08.1944       | погиб 18.04.1944                  |
|         | Коломийченко, Иван Дмитриевич   | командир 800-го стрелкового полка                                    | подполковник      | 06.04.1945       |                                   |
|         | Коняхин, Иван Иванович          | заместитель командира стрелкового батальона 487-го стрелкового полка | старший лейтенант | 27.02.1945       |                                   |
|         | Курков, Николай Акимович        | командир роты 487-го стрелкового полка                               | старший лейтенант | 27.02.1945       |                                   |
|         | Лесовой, Митрофан Трофимович    | командир 635-го стрелкового полка                                    | майор             | 3.06.1944        | погиб 30.09.1943 года             |
|         | Морозов, Иван Иванович          | командир взвода 290-го отдельного сапёрного батальона                | старшина          | 31.05.1945       |                                   |
|         | Новик Николай Федосович         | пулемётчик 487 стрелкового полка                                     | сержант           | 24.03.1945       |                                   |
|         |                                 |                                                                      |                   |                  |                                   |
|         | Петрашов, Валентин Захарович    | заместитель командира стрелкового батальона 487-го стрелкового полка | капитан           | 27.02.1945       |                                   |
|         | Прохоренко, Николай Степанович  | командир дивизиона 287-го артиллерийского полка                      | капитан           | 03.06.1944       | посмертно, умер от ран 10.10.1943 |
|         | Рабовалюк, Михаил Иванович      | командир взвода 45-миллиметровых пушек 487-го стрелкового полка      | лейтенант         | 27.02.1945       | погиб 10.02.1945                  |
|         | Рубинский, Владимир Васильевич  | заместитель командира 800-го стрелкового полка по артиллерии         | капитан           | 31.05.1945       |                                   |
|         | Рыбалко, Василий Матвеевич      | командир взвода батареи 45-мм пушек 800-го стрелкового полка         | старшина          | 24.03.1945       |                                   |
|         | Севрин, Виктор Семёнович        | командир 2-й роты 635-го стрелкового полка                           | лейтенант         | 31.05.1945       |                                   |
|         | Семёнов, Егор Дмитриевич        | стрелок 487-го стрелкового полка                                     | красноармеец      | 31.05.1945       |                                   |
|         | Синицын, Даниил Михайлович      | командир батальона 487-го стрелкового полка                          | майор             | 27.02.1945       |                                   |
|         | Тебеньков, Анатолий Никифорович | комсорг батальона 487-го стрелкового полка                           | лейтенант         | 24.03.1945       |                                   |
|         | Хакимов, Алим Хакимович         | командир стрелкового батальона 487-го стрелкового полка              | майор             | 27.02.1945       |                                   |